# Miguel Javier Urmeneta
Miguel Javier Urmeneta Ajarnaute (Pamplona, 26 de noviembre de 1915 - 12 de junio de 1988) fue un militar, político y artista navarro.

## Biografía
Fue el hijo mayor del matrimonio conformado por Ataúlfo Urmeneta y María Ajarnaute, quienes tuvieron un total de 12 hijos. El 24 de junio de 1957, contrajo matrimonio con Conchita Ochoa Goyeneche, hija de una familia que regentaba uno de los comercios más importantes de la ciudad de Pamplona. La ceremonia se celebró con cierta intimidad en la iglesia de Zizur Mayor, localidad muy cercana a la capital navarra.
Estudió Derecho por libre en Salamanca, dibujo en la Escuela de Artes y Oficios de Pamplona, así como los idiomas de inglés y euskera. Después también ruso.
Fue militante Partido Nacionalista Vasco, aunque durante la Guerra Civil se alistó como voluntario en el bando sublevado, junto con los requetés, en la unidad militar denominada Tercio del Rey. Durante la guerra y en sus postrimerías fue capitán de infantería y jefe de batallón. Posteriormente, como miembro de la División Azul, la que luchó dentro de la Wehrmacht alemana frente al ejército soviético obteniendo el grado de teniente coronel. A su vuelta del frente ruso prosiguió su carrera militar. Tras la II Guerra Mundial obtuvo la diplomatura de Estado Mayor y fue enviado a ampliar estudios en Estados Unidos. 
De familia dedicada a negocios bancarios, en 1952 volvió a su ciudad natal, donde sucedió a su padre en la dirección de la Caja de Ahorros Municipal de Pamplona (CAMP), cargo en el que permaneció ininterrumpidamente desde 1953 hasta 1982. Fue alcalde de Pamplona de 1957 a 1964, procurador de las Cortes franquistas en el periodo 1958-1961 y diputado foral en Navarra de 1964 a 1971.
En su labor como diputado foral, dentro del periodo del desarrollismo franquista de los años 60, ejerce su influencia y su peso político dentro del régimen en beneficio del progreso económico e industrial de Navarra.
Cuando fue alcalde, la corporación municipal regaló los terrenos para el establecimiento de la Universidad de Navarra del Opus Dei y compró al Ejército 50 000 m² de céntricos terrenos, donde se ubicaban distintos cuarteles que impedían el desarrollo urbanístico de la ciudad. En dicha operación, el consistorio también negoció la cesión de la Ciudadela de Pamplona, con el fin de destinarla a fines culturales y museísticos.
En la Transición Española se presentó a las elecciones por el Frente Navarro Independiente sin éxito.

## Trayectoria cultural
Humanista, amante de la cultura, pintor vocacional, Urmeneta desde joven sintió como suyo el euskera, lengua que aprendió durante su juventud, y el folklore vasco. En 1984 fue uno de los fundadores de la emisora de radio Euskalerria Irratia de Pamplona. Fue académico correspondiente de la Real Academia de la Lengua Vasca (Euskaltzaindia) por su labor protectora del idioma vasco o euskera.
En 1976 apadrina la revista Río Arga, incluyéndola dentro de la Obra Social de la CAMP. Tras ello creó los premios Arga (poesía en castellano), Navarra (prosa en castellano) y Xalbador (prosa y poesía en vascuence). En 1988, en ocasión de su fallecimiento, la portada del número 48 se ilustra con un trabajo suyo.
Bajo su dirección en la entidad de ahorro también se inauguraron las Salas de Arte de la Calle García Castañón, de la Plaza de Conde de Rodezno y la Avenida de Bayona. Llegó a participar con varios trabajos personales en numerosas exposiciones, especialmente en la Sala de García Castañón.
Aparte de la pintura, Urmeneta también publicó numerosas obras, libros y colaboraciones en artículos. Entre sus libros, destacan Los Sanfermines (1982), Crónica de los Sanfermines (1983) y Las Memorias de mis tres años (1989). En el año 1991 se publica de manera póstuma a su muerte la segunda parte de sus memorias.
Es padre de Mikel Urmeneta, uno de los fundadores de la conocida marca de camisetas Kukuxumusu. Asimismo, es también padre del historietista y dibujante Asisko Urmeneta.  

### Obra artística
Urmeneta estudió dibujo durante su juventud en la Escuela de Artes y Oficios de Pamplona. Estos estudios le permitieron colaborar con diarios nacionalistas vascos como Amayur, que se publicaban en Navarra antes de la guerra civil española.
En la década de los 70 empezó a mejorar su técnica pictórica junto al artista pamplonés José Antonio Eslava Urra.  
Cabe destacar que uno de sus más grandes propósitos fue el de seguir pintando durante su jubilación. Para cuando llegó este momento, Urmeneta tenía en su haber una considerable colección de obras . Durante la década de los 80, realizó varias exposiciones en diferentes galerías de la península ibérica. 
Urmeneta practicó el dibujo y la acuarela en los últimos periodos de su vida. Sin embargo, también utilizó otras técnicas e instrumentos como la tinta china, el rotulador o el lápiz. En su vida artística realizó obras creativas y con carácter, repletas de luces y tonalidades, de trazos firmes, constructivos, sintéticos y esenciales. Sus acuarelas se caracterizan por ser obras simples pero que consiguen transmitir sentimientos y sensibilidad. Los principales temas que retrató fueron paisajes de diferentes lugares de Navarra y del Algarve (Portugal), representaciones de playas atlánticas, de animales, escenificaciones taurinas o simples notas de color. Él mismo se describía como un pintor "naturalista y modestamente impresionista".
Salvador Martín Cruz, médico y crítico del arte navarro, decía lo siguiente en una crónica escrita en el Diario de Navarra tras la exposición celebrada en la Sala García Castañón 67:
Ahí están esas aguas dejadas correr llenas de pigmento, perfectamente utilizadas después dentro de un indudable juego creador, a la vez que aproximador al paisaje, los cada vez más frecuentes espacios en blanco sin tratar, ganados para la composición sin detrimento alguno del efecto óptico, el cada vez menos necesario apoyo al dibujo...Todo lo que, en una palabra, viene a convertirse en esa razón fundamental de falta de peso específico o de liviandad e ingravidez, si así se prefiere, que le es inherente a la acuarela [...] 
De la misma manera, el pintor y crítico del arte pamplonés Pedro Manterola, escribía hacia el año 1982: 
Urmeneta sorprende porque demuestra una gran competencia con la acuarela. 
En 1978 Miguel Javier Urmeneta adquiere junto a su mujer, una casa de campo de vacaciones en el Algarve portugués. Empezó a visitar esta tierra con mucha frecuencia, y por ello  quedó muy emparentado. En 1983 expone su obra en la Galería Portimao y en el Centro Cultural Sao Lourenço en la localidad de Almansil, Portugal. Meses después, entre el 12 y el 31 de diciembre expone una treintena de cuadros en la sala de cultura de la calle Mondragón de San Sebastián (Gipúzcoa). 
En noviembre de 1984 sufre un accidente por lo que se ve obligado a cancelar algunas de las exposiciones que ya tiene acordadas con varias instituciones (entre las que se encontraban el Hotel Wellington de Madrid). En 1987 se recupera de dicho accidente, y retoma las exposiciones de su obra. Sin embargo su muerte en 1988 trunca sus nuevos proyectos. Tras su fallecimiento, se realizaron varias exposiciones más de manera póstuma.

### Exposiciones individuales y colectivas
- 1958: Sala García Castañón. Pamplona.
- 1972: Sala García Castañón. Pamplona.
- 1974: Sala García Castañón. Pamplona.
- 4 al 18 de diciembre de 1982: Exposición colectiva de varios artistas navarros. Bayona.
- Diciembre de 1982: Sala García Castañón. Pamplona.
- 1983: Galería Portimao y Centro Cultural. Almansil.
- 12 al 31 de diciembre de 1983: Sala de Cultura de la calle Mondragón. San Sebastián.
- Primavera de 1984: Exposición colectiva de varios artistas navarros en la Galería Moret. Pamplona.

- 1 al 15 de agosto de 1984: Sala noble del Ayuntamiento. Tavira.
- Septiembre de 1984: Exposición de colectiva de varios artistas navarros en la Ciudadela de Pamplona.
- Octubre de 1984: VIII Certamen Nacional de Acuarela celebrado en la Galería de Arte Casaburruelos. Madrid.
- Verano de 1985: Galería de Lagos. Lagos.[9]

## Premios y galardones
- Cruz de Hierro en 1942.
- Presidencia de Honor de la Hermandad Regional de la División Azul, en 1960.
- Encomienda sencilla de la Orden de Cisneros concedida por Franco, en 1960.
- Presidencia de honor de la Armonía Txantreana, en 1960.
- Ciudadano de Honor de Bayona, en 1961.[10]
- Gran Cruz del Mérito Civil, en 1961.[11]
- Caballero Comendador de la Orden de San Gregorio Magno, en 1961. Concedido por el papa Juan XXIII.[11]
- Premio San Fermín, en 1982.[12]
- El Gobierno de Navarra le concedió el 3 de diciembre de 2014 a título póstumo, junto al industrial y político Félix Huarte, la Medalla de Oro de Navarra.[13]